# Іщенко Юрій Якович
Ю́рій Я́кович І́щенко (5 травня 1938, Херсон — 15 травня 2021) — український композитор; професор кафедри композиції та оркестрування Національної музичної академії України ім. П. Чайковського, кандидат мистецтвознавства.

## Життєпис
Після закінчення композиторського факультету по класу професора А. Я. Штогаренка (1955—1960) та аспірантури (1961—1964) майже 40 років працює у Національній музичній Академії України, навчаючи та виховуючи молодих композиторів. Серед його учнів — В. Журавицький, А. Загайкевич, В. Рунчак, В. Соляник, Б. Стронько, О. Шимко, Г. Овчаренко, І.Пясковський (факультативно), О. Любинецька, В. Гаврик, Н. Жанцанноров (Монголія), Хурі Утаф (Ліван) та багато інших. Педагогічну роботу поєднує з плідною творчою діяльністю.
У творчому доробку композитора — численні твори найрізноманітніших жанрів та форм від опер, симфоній та концертів (для скрипки, віолончелі, кларнету, гобою та фортепіано) — до камерних творів (серед яких 12 квартетів, квінтети, тріо, сонати для різних інструментів у супроводі фортепіано, цикли для фортепіано) та хорів. Як композитор Іщенко розвивав традиції Бориса Лятошинського та Андрія Штогаренка.

## Твори
- 1957
  - Два романси на вірші С.Єсеніна: «Добрий ранок», «Береза» для сопрано та ф-но

- 1958
  - Романс на вірші С.Єсеніна «Дівчинка-жебрачка» для сопрано та ф-но

- 1959
  - «Русь», кантата для міш. хору та симф. орк. У 4-х частинах на вірші С.Єсеніна
  - «Гуцульська пісня» для скрипки та фортепіано

- 1961
  - Обробка української нар. пісні «Тече річка невеличка» для баритона та ф-но

- 1962
  - Соната № 1 для фортепіано у 3-х частинах
  - Соната № 2 для фортепіано, одночастинна
  - В'єтнамська сюїта для симфонічного оркестру у 4-х частинах
  - Романс на вірші Л.Українки «Колискова» для сопрано та ф-но

- 1963
  - Перша симфонія для великого симфонічного оркестру у 4-х частинах

- 1964
  - Вокальний цикл на вірші Р.Гамзатова у 9-ти част. для тенора або сопр. та ф-но
  - Романс на вірші М.Рильського «Поникли береги осінні» для сопрано та ф-но
  - Романс на вірші Т.Коломієць «Промінь розсипався» для сопрано та ф-но

- 1965
  - Піонерська увертюра для симфонічного оркестру
  - Дві п'єси для віолончелі та ф-но: Балада та В'єтнамська мелодія

- 1966
  - «Київський альбом», шість п'єс для фортепіано

- 1967
  - Перший струнний квартет у 3-х частинах

- 1968
  - Друга симфонія для 13-ти струнних у 4-х частинах
  - Вокальний цикл «Ланцюг з перлин» на вірші Катрі Вали, у 6-ти частинах, для сопрано та ф-но
  - Токката для фортепіано
  - Другий струнний квартет пам'яті Б.Лятошинського у 6-ти частинах
  - Концерт № 1 для віолончелі з симф. орк. у 3-х частинах

- 1969
  - Соната № 1 для скрипки та фортепіано у 3-х частинах
  - Квінтет для флейти, гобоя, кларнета, валторни та фагота у 3-х частинах
  - Соната № 1 для віолончелі та фортепіано у 2-х частинах

- 1970
  - Концерт № 1 для скрипки з симф. орк. у 3-х частинах
  - Камерна кантата на вірші М. Цвєтаєвої для сопрано та камерного оркестру у 3-х частинах

- 1971
  - Соната № 1 для флейти та фортепіано у 3-х частинах
  - Три хори без супроводу на вірші В.Куринського: «Щороку», «Висохлий сук чекає сокиру», «Коло місячного монокля…»
  - Акварелі.9 п'єс для скрипки та фортепіано
  - Третя симфонія для великого симфонічного оркестру у 4-х частинах
  - «Віронька», опера в 1 дії за А.Чеховим, лібретто В.Куринського
  - Тема з варіаціями E-dur для фортепіано

- 1972
  - Соната № 3 для фортепіано у 3-х частинах
  - Шість японських віршів для сопрано та арфи
  - Рондо для фортепіано
  - Три романси для сопрано та ф-но на вірші українських поетів: «Пробудження» (Т.Коломієць), «Стільки щастя» (В.Чумак), «Вимережіть пісню» (В.Чумак)
  - Два романси для мецо-сопрано та ф-но на вірші українських поетів: «Розстріляли трьох» (В.Коротич), «Я із надій будую човен» (В.Симоненко)
  - «Степ» для чоловічого хора без супроводу на вірші В.Симоненка
  - «Зачарована Десна», симфонічна поема за О.Довженком
  - Концертна сюїта для флейти та струнних у 4-х частинах
  - Рапсодія для віолончелі та фортепіано

- 1973
  - «Я возмужал среди печальных бурь», романс на вірші О.Пушкіна для мецо-сопрано або баритона та ф-но
  - Третій струнний квартет у 4-х частинах
  - Маленька партита № 1 для флейти та арфи (більш відома у перекладі для скрипки та ф-но) у 4-х частинах
  - «Календарні пісні», вокальний цикл на українські народні тексти для сопрано та ф-но у 5-ти частинах
  - Слов'янське каприччіо для 2-х фортепіано у 4-х частинах
  - Соната для балалайки та ф-но у 2-х частинах
  - «Ты небо, птица синекрылая», чоловічий хор без супроводу на вірші А.Граші

- 1974
  - Романтична балада для скрипки та ф-но
  - Адажієто та скерціно для віолончелі та фортепіано
  - Два мішаних хори без супроводу на вірші А.Венцлови: «Оглянись!», «Летний дождь»
  - Два мішаних хори без супроводу на вірші П.Тичини: «О не крийся, природо…», «Арфами, арфами…»
  - Мішаний хор без супроводу на вірші Т.Коломієць «Батькові листи»
  - Квінтет для арфи, двох скрипок, альта та віолончелі у 4-х частинах
  - П'ять п'єс для скрипки соло

- 1975
  - Соната № 4 для фортепіано у 3-х частинах
  - .Два мішаних хори без супроводу на вірші М.Рильского: «Хвилюється широкий лан зелений», «Першій промінь»
  - Тріо № 1 для фортепіано, скрипки та віолончелі у 3-х частинах
  - Два мішаних хори без супроводу на вірші Т.Суманена: «Заветный цветок», «Помнишь, как однажды лето…»
  - Мішаний хор без супроводу «Пора, мой друг, пора» на вірші О.Пушкіна
  - «Декабристи», симфонічна поема

- 1976
  - Четверта симфонія «Епічна» для великого симфонічного оркестру у 3-х частинах
  - «Багряна таїна», вокальний цикл на вірші О.Блока для сопрано та ф-но у 5-ти частинах
  - Маленька рапсодія для кларнета та фортепіано

- 1977
  - Сонатина для фортепіано у 3-х частинах
  - Квартет для фортепіано, скрипки, альта та віолончелі у 3-х частинах

- 1978
  - Концерт для фортепіано, гобоя та струнних у 3-х частинах
  - Тема з варіаціями D-dur для фортепіано
  - «Ой, у полі зелен-жито», обробка укр. нар. пісні для сопрано та ф-но
  - «Елегія та скерцо» для альта та фортепіано
  - «Дитячі пісні», вокальний цикл на тексти укр. нар. дитячіх пісень для сопрано та камерного ансамблю у 6-ти частинах
  - «Священный сердцу кров», кантата для мішаного хору без супроводу на вірші П.Вяземського та Є.Боратинського у 4-х частинах

- 1979
  - «Память о солнце», вокальний цикл на вірші А.Ахматової для мецо-сопрано та фортепіано у 5-ти частинах
  - Соната № 2 для скрипки та фортепіано «Романтичні образи» у 4-х част.
  - Елегічний концерт для чоловічого хору без супроводу, без слів, у 5-х част.
  - Соната № 2 для віолончелі та фортепіано у 3-х частинах

- 1980
  - Легенда для фортепіано
  - «Олександр Ульянов», симфонічна поема
  - Квартет для фортепіано, кларнета, скрипки та віолончелі у 4-х част.
  - Симфонієта для малого симфонічного оркестру
  - Два хори без супроводу на вірші В.Брюсова: «Ночью у реки», «Утро»
  - «Пророк», хор без супроводу на вірші О.Пушкіна
  - Два хори без супроводу на вірші Ю.Кузнєцова: «Возвращение», «Гимнастерка»
  - Концертино для труби та фортепіано, одночастинне

- 1981
  - Струнний квартет № 4 у 3-х частинах
  - «Поетичні настрої», 7 п'єс для фортепіано, зошит перший
  - Концерт № 2 для скрипки та камерного оркестру у 2-х частинах

- 1982
  - Пісні провансальських трубадурів, вокальний цикл на вірші Бернарта де Вентадорна та інш. для баса та фортепіано у 5-х част.
  - Струнне тріо № 1 для скрипки, альта та віолончелі у 3-х част.
  - Квартет для флейти, гобоя, кларнета та фагота у 3-х частинах
  - Концерт № 2 для віолончелі та камерного оркестру у 3-х частинах

- 1983
  - Струнний квартет № 5 пам'яті Б.Скворцова у 3-х частинах
  - «Поетичні настрої», 7 п'єс для фортепіано, зошит другий
  - Соната № 1 для альта та фортепіано у 2-х частинах
  - Два хори без супроводу на вірші Кайсина Кулієва: «Пісок», «Безсмертя»
  - Два хори без супроводу на вірші О.Блока: «Коршун», «Грешить бесстыдно, непробудно»
  - Два хори без супроводу на вірші Т.Шевченка: «І барвінком, і рутою…», «Ой діброво — темний гаю»

- 1984
  - "Три начебто сентиментальних вальса"для віолончелі та фортепіано
  - «Кобзареві думи», камерна кантата на вірші Т.Шевченка для баса та камерного оркестру у 5-ти частинах
  - Соната № 1 для гобоя та фортепіано у 3-х частинах
  - Соната для кларнета та фортепіано, одночастинна
  - Струнне тріо № 2 для двох скрипок та альта у 3-х частинах

- 1985
  - Соната для фагота та фортепіано у 4-х частинах
  - П'ята симфонія для великого симфонічного оркестру, одночастинна
  - Фуга- коллаж на тему ВАСН для двох фортепіано
  - Прелюдія, фуга, хорал та арія на тему DSCH для камерного оркестру
  - «Присвята» для віолончелі та фортепіано
  - «Поезія землі», вокальний цикл на вірші Джона Кітса для баритона та фортепіано у 6-ти частинах

- 1986
  - Тріо № 2 для фортепіано, скрипки та віолончелі у 3-х частинах
  - Концерт № 3 для скрипки з симфонічним оркестром, одночастинний
  - Концерт для арфи, клавесина та струнних у 3-х частинах
  - Маленька партита № 2 для віолончелі з камерним оркестром у 4-х частинах
  - «Анахорет», мішаний хор без супроводу на вірші В.Сидорова
  - «П‘ять українських народних пісень» для струнного квартету

- 1987
  - «Доля поета», камерна кантата на тексти незавершених віршових ескізів О.Пушкіна для тенора (баритона) у супроводі фортепіано, арфи, альта, віолончелі, валторни, труби
  - Соната для альтового саксофона та фортепіано у 3-х частинах
  - «У просвіті хмар», кантата на вірші Ліни Костенко для мішаного хору, солістів (сопрано та мецо-сопрано) та камерного оркестру у 5-ти част.
  - Соната для тромбона та фортепіано у 3-х частинах

- 1988
  - «Чтоб вырвать мысль из каменных объятий», кантата на вірші Мікельанджело для тенора та симфонічного оркестру у 3-х частинах
  - «Анданте та Аллегро» для тенорового саксофону та фортепіано
  - Струнний квартет № 6 у 4-х частинах
  - Шість прелюдій та фуг для органа
  - Два хори без супроводу на вірші Т.Шевченка «З лірики останніх років»: 1."Минули літа молодії…" 2."Та засійся, чорно нива"

- 1989
  - «Промытые дождями времена», вокальний цикл на вірші В.Корнилова для тенора та фортепіано у 6-ти частинах
  - Соната № 3 для скрипки та фортепіано, одночастинна
  - Соната для баяна у 2-х частинах
  - Квартет для гобоя, кларнета, альтового саксофона та фагота у 4-х частинах

- 1990
  - «Поетичні настрої», 7 п'єс для фортепіано, зошит третій
  - Соната для арфи у 3-х частинах
  - Соната для валторни та фортепіано, одночастинна
  - «Водевіль», опера у 2-х діях, 3-х картинах за мотивами оповідань А.Чехова, лібрето автора, клавір, партитура
  - Соната № 2 для флейти та фортепіано, одночастинна
  - «Скорботна мати», кантата на вірші П.Тичини для сопрано, мішаного та дитячого хорів, симфонічного оркестру у 4-х частинах

- 1991
  - «Веснянка» для арфи
  - Соната для англійського ріжка та фортепіано у 4-х частинах
  - Маленька партита № 3 для клавесина, флейти, скрипки та віолончелі
  - Маленька партита № 4 для віолончелі соло у 4-х частинах
  - Два хори без супроводу на вірші М.Волошина: «Тебе», «Безбрежный простор»
  - «Дар Веделю», симфонічна поема
  - Квінтет для фортепіано, двох скрипок, альта та віолончелі у 3-х частинах

- 1992
  - Соната для контрабаса та фортепіано у 3-х частинах
  - «Ранкова музика» для двох фортепіано
  - Соната для труби та фортепіано у 3-х частинах
  - «Три юморески» для віолончелі та фортепіано
  - «Рання осінь», вокальний цикл на вірші Є.Плужника для сопрано та фортепіано у 4-х частинах
  - «У сніжному савані», поема на слова В.Барки для мішаного хору без супроводу

- 1993
  - Соната № 4 для скрипки та фортепіано у 2-х частинах
  - «Маленька партита № 5» для чотирьох флейт у 4-х частинах
  - «Монолог» для віолончелі та камерного ансамблю
  - «Бурлеска» для скрипки та альта
  - Струнний квартет № 7, одночастинний
  - «Мотет на закінчення року» на вірші Андреаса Гріффіуса (ХУІІ ст.) для мішаного хору без супроводу

- 1994
  - «The Edvent of Spring», вокальний цикл на вірші Д. Г. Брауна для сопрано та камерного ансамблю у 11-ти частинах
  - Тріо для фортепіано, скрипки та альта у 3-х частинах
  - Квартет для саксофонів у 4-х частинах
  - Lento doloroso для фортепіано та струнних

- 1995
  - Соната № 2 для альта та фортепіано у 4-х частинах
  - П'ять дитячих п'єс для фортепіано
  - Струнне тріо № 3 для двох скрипок та віолончелі у 4-х частинах

- 1996
  - Двадцять чотири прелюдії для фортепіано
  - «Ми спочинемо», опера на 4 дії за п'єсою А.Чехова «Дядя Ваня», лібрето автора
  - «П'ять краєвидів для фортепіано» (дитячі п'єси)
  - Тріо для фортепіано, флейти та віолончелі у 3-х частинах
  - Концерт для кларнету та камерного оркестру у 3-х частинах

- 1997
  - Серенада № 1 для камерного оркестру у 4-х частинах
  - Соната № 3 для віолончелі та фортепіано у 3-х частинах
  - Дев'ятий струнний квартет у 3-х частинах
  - Десятий струнний квартет у 3-х частинах

- 1998
  - «Тополя», симфонічна поема за Т.Шевченком
  - Соната № 5 для скрипки та фортепіано у 4-х частинах
  - «Римовані рядки», дев'ять п'єс для фортепіано, флейти та фагота
  - Серенада № 2 для камерного (малого симфонічного) оркестру у 5-ти част.
  - «Концерт у блакитно-золотавих тонах» для жіночого хору без супроводу у 3-х частинах, без слів

- 1999
  - Соната № 5 для фортепіано у 2-х частинах
  - «Весняні розголоски» для фортепіано, кларнета та скрипки у 3-х частинах
  - Два хори без супроводу на вірші Ю.Бабенка: «Світло високе», «Брате мій!»

- 2000
  - «Отче наш» для мішаного хору без супроводу
  - «Блаженна людина, що витерпіть пробу», хоровий концерт на канонічний текст
  - Псалом № 136 «Дякуйте Господу — добрий бо Він» для мішаного хору без супроводу
  - Псалом № 143 «Господи, вислухай молитву мою» для мішаного хору без супроводу
  - Псалом № 104 «Благослови, душе моя, Господа» для жіночого хору без супроводу
  - Псалом № 51 «Помилуй мене, Боже» для чоловічого хору без супроводу
  - Десятий струнний квартет у 4-х частинах
  - Соната № 2 для гобоя та фортепіано «In modo classico» у 4-х частинах

- 2001
  - Концерт для фортепіано з оркестром у 3-х частинах
  - Маленька партита № 6 для фортепіано у 4-х частинах
  - Обробки 10-ти українських католицьких пісень для хору з оркестром
  - «Чотири вальси і ледь-ледь Шопена» для фортепіано
  - Серенада № 3 для струнних 4-х частинах
  - «Прозора ясність осені» для камерного ансамблю
  - «Вічна пам'ять» для мішаного хору без супроводу, без слів

- 2002
  - Одинадцятий струнний квартет у 6-ти частинах
  - Маленька партита № 7 для скрипки та фортепіано
  - «Різдвяна зірка», камерна кантата на вірші Б.Пастернака, Й.Бродського, І.Буніна, В.Солов'йова для сопрано та 6-ти інструментів у 4х частинах
  - «Чотири ідилії» («Пори року») для симфонічного оркестру
  - Варіації на знаменний розспів для фортепіано
  - Соната № 6 для скрипки та фортепіано «In modo classico» у 4-х частинах

- 2003
  - Квінтет № 2 для духових «Календарне коло» у 6-ти частинах
  - Соната № 7 для скрипки та фортепіано у 3-х частинах
  - «Весняні квіти», сюїта для фортепіано у 4 руки для дитячого виконання у 3-х частинах
  - Дитячі п'єси для фортепіано: «Удвох з татом», «Мамина посмішка», «Я і мій дідусь»
  - Маленька партита № 8 для альта соло
  - «Легенда» для альта соло
  - Квартет № 2 для фортепіано, скрипки, альта і віолончелі у 3-х частинах

- 2004
  - Концерт для гобоя та струнних у 3-х частинах
  - Псалом 116 «Люблю я Господа» для мішаного хору лат. a cap.
  - Два хори на вірші А. Короліва для жіночого складу без супроводу: «Відтінків охри дивна гра», «Засніжений мотив».
  - Два хори без супроводу на вірші В. Базилевського: «Солодка оця гіркота», «Прикуте крило».
  - Два хори без супроводу на вірші А. Короліва: «Серпнева ніч», «Восени».
  - Струнний квартет № 12 «ПО той бік Стиксу» у 3-х частинах.
  - Соната № 4 для віолончелі та фортепіано, одночастинна.

- 2005
  - Концерт № 2 для фортепіано з оркестром у 3-х частинах. Партитура, клавір.
  - Три хори без супроводу на вірші А. Короліва: «Останній спалах літа», «Зимова ідилія», «Незбагненне диво».
  - Октет для фортепіано, двох скрипок, альта, віолончелі, кларнета, фагота и валторни у 3-х частинах
  - Три хори без супроводу на вірші В. Базилевського: «Соло безжурої птахи», «Ніжна полива цвітіння», «Це весна».

- 2006
  - Соната № 8 для скрипки та фортепіано, у 4-х частинах
  - Два хори на вірші Е. Маланюка для змішаного складу без супроводу: «І все Ти бачиш з неба, Боже Правий», «Засни…»
  - «Хваліть Господа з небес». Варіації та фуга на теми М. Березовского для великого симфонічного оркестру
  - Три хори для жіночого складу без супроводу на вірші Ю. Бабенка: «Сміється яблуками сад», «Привіт з дитинства», «Світла гіркота весни».
  - Три п'єси для фортепіано для дитячого виконання: «Насувається гроза», «Ліс після грози», «Дощик».
  - Псалом № 24 «Господня земля» для змішаного хору без супроводу
  - Чотири мазурки і ледь-ледь Шопена для фортепіано
  - Струнний квартет № 13, одночастинний
  - «Зашуміла ліщинонька», довільна обробка української народної пісні для жіночого хору без супроводу.

## Відзнаки
- Заслужений діяч мистецтв УРСР з 1991 року;
- лауреат:
  - Премії імені Б. Лятошинського;
  - Премії імені. М. Лисенка;
  - Всеукраїнського конкурсу композиторів «Духовні псалми».